# 譚溥 (弘治進士)
譚溥（1461年—？年），字德周，四川重慶府合州銅梁縣人，民籍，明朝政治人物。

## 生平
成化四年（1468年）戊子科四川鄉試第四十一名舉人。弘治三年（1490年）中式庚戌科會試第十四名，三甲第一百九十九名進士。六年八月授翰林院檢討，陪諸王讀書，與其餘十人進士以府潦沉滯，請別為敘遷之格，吏部尚書耿裕寢其奏，徐浤、翟敬等復詣部爭之，耿裕不聽，遂群詬而出，事聞下鎮撫鞫問，孝宗以浤等詆毀大臣，免贖罪，照前例俱黜為民。後官秀水縣知縣。

## 家族
曾祖譚福祖；祖父譚貴；父譚錦，教諭。母熊氏。